# Аппроксимации эллиптических интегралов
Эллиптические интегралы не выражаются через элементарные функции. По определению, элементарные функции  — функции, определяемые формулами, содержащими конечное число алгебраических или тригонометрических операций, производимых над аргументом, функцией и некоторыми постоянными.
Эллиптические интегралы в лежандровой форме 1-го, 2-го и 3-го родов , а также интегралы, сходные с ними (с заменой знаков плюс на минус и/или с заменой cos на sin или наоборот) точно представимы функциональным рядом. Такое представление не является элементарной функцией ввиду бесконечного числа членов этого ряда.
Руководствуясь соображениями достижения необходимой точности и, взяв в расчёт n начальных членов ряда и пренебрегая остатком, то есть суммой остальных членов ряда от n+1 до ∞, получим аппроксимацию (определённого или неопределённого) эллиптического интеграла в виде элементарной функции. Аппроксимации эллиптических интегралов применяются аналогично обычным интегралам.
Определённый интеграл 1-го рода можно представить в виде:
{\displaystyle \int _{\varphi _{1}}^{\varphi _{2}}{\frac {d\varphi }{\sqrt {1-k^{2}\sin ^{2}\varphi }}}={\sqrt {1+E}}\left(\varphi -{\frac {E\sin 2\varphi }{4}}+...\right){\Bigr |}_{\varphi _{1}}^{\varphi _{2}};}
{\displaystyle (\varepsilon \approx 4{,}2\cdot 10^{-6};~~\mu _{\varepsilon }(2)\approx 330).}
Здесь и далее в формулах применяются следующие обозначения:
{\displaystyle E={\frac {k^{2}}{2-k^{2}}};~~~N={\frac {h}{2+h}};}
{\displaystyle \varepsilon _{0}=\left|{\frac {F(\varphi )\mid _{\varphi _{1}}^{\varphi _{2}}-\int _{\varphi _{1}}^{\varphi _{2}}f(\varphi )d\varphi }{\int _{\varphi _{1}}^{\varphi _{2}}f(\varphi )d\varphi }}\right|} — расчётная относительная погрешность вычисления эллиптических интегралов по указанным формулам для эллипсов, подобных меридиональному земному (k2=0,006693 и h=0,006674).
{\displaystyle \varepsilon =\varepsilon _{0max}} — максимальная расчётная относительная погрешность соответствующей формулы в диапазоне углов {\displaystyle \Delta ~\varphi =\varphi _{2}-\varphi _{1}<{\frac {\pi }{2}}.}
{\displaystyle \mu _{\varepsilon }(m)} — число, указывающее, во сколько раз уменьшится максимальная расчётная относительная погрешность соответствующей формулы, если добавить {\displaystyle m} неуказанных членов в её формулу разложения.
Определённый интеграл 2-го рода представи́м в виде:
{\displaystyle \int _{\varphi _{1}}^{\varphi _{2}}{\sqrt {1-k^{2}\sin ^{2}\varphi }}\ d\varphi ={\frac {1}{\sqrt {1+E}}}\left(\varphi +{\frac {E\sin 2\varphi }{4}}+...\right){\Bigr |}_{\varphi _{1}}^{\varphi _{2}};}
{\displaystyle (\varepsilon \approx 1{,}4\cdot 10^{-6};~~\mu _{\varepsilon }(2)\approx 500).}
Длина дуги эллипса с единичной большой полуосью:
{\displaystyle \int _{\varphi _{1}}^{\varphi _{2}}{\sqrt {1-k^{2}\cos ^{2}\varphi }}\ d\varphi ={\frac {1}{\sqrt {1+E}}}\left(\varphi -{\frac {E\sin 2\varphi }{4}}+...\right){\Bigr |}_{\varphi _{1}}^{\varphi _{2}};}
{\displaystyle (\varepsilon \approx 1{,}4\cdot 10^{-6};~~\mu _{\varepsilon }(2)\approx 500).}
Определённый интеграл 3-го рода можно записать в виде:
{\displaystyle \int _{\varphi _{1}}^{\varphi _{2}}{\frac {d\varphi }{(1+h\cdot \sin ^{2}\varphi ){\sqrt {1-k^{2}\sin ^{2}\varphi }}}}=}
{\displaystyle ={\frac {\sqrt {1+E}}{2+h}}\cdot \left({\frac {2+h}{\sqrt {1+h}}}\operatorname {arctg} \left({\sqrt {1+h}}\cdot \operatorname {tg} \varphi \right)\left(1-{\frac {E}{2N}}+...\right)+\varphi \cdot \left({\frac {E}{N}}+...\right)+...\right){\Bigl |}_{\varphi _{1}}^{\varphi _{2}};}
{\displaystyle (\varepsilon \approx 4{,}2\cdot 10^{-6};~~\mu _{\varepsilon }(3)\approx 330).}

## Пример
Для вычисления длины дуги геодезической линии на поверхности земного сфероида требуется вычисление определённого интеграла вида:
{\displaystyle \int _{\varphi _{1}}^{\varphi _{2}}{\frac {d\varphi }{(1+h\cdot \cos ^{2}\varphi ){\sqrt {1-k^{2}\sin ^{2}\varphi }}}}=}
{\displaystyle ={\frac {\sqrt {1+E}}{2+h}}\cdot \left({\frac {2+h}{\sqrt {1+h}}}{\text{arctg}}\left({\frac {{\text{tg}}\ \varphi }{\sqrt {1+h}}}\right)\left(1+{\frac {E}{2N}}+...\right)-\varphi \left({\frac {E}{N}}+...\right)+...\right){\Bigr |}_{\varphi _{1}}^{\varphi _{2}};}
{\displaystyle (\varepsilon \approx 4{,}2\cdot 10^{-6};~~\mu _{\varepsilon }(3)\approx 330).}